# ماتي كامينز
ماتي كامينز (بالألمانية: Matti Kamenz)‏ هو لاعب كرة قدم ألماني في مركز حراسة المرمى، ولد في 9 أغسطس 1998 في شبرمبرغ في ألمانيا. لعب مع إنيرجي كوتبوس.

## وصلات خارجية
- ماتي كامينز على موقع قاعدة بيانات كرة القدم.إي يو (الإنجليزية)
- ماتي كامينز على موقع Soccerway.com (الإنجليزية)
- ماتي كامينز على موقع عالم كرة القدم.نت (الإنجليزية)